# Élections législatives marocaines de 1993
Les élections législatives de 1993 au Maroc ont eu lieu le 25 juin 1993. Il s'agit du cinquième scrutin législatif depuis l'indépendance du Maroc en 1956.

## Résultats
| Parti/syndicat | Parti/syndicat                                         | Sièges | %     | Évolution (Législatives 1984) |
| -------------- | ------------------------------------------------------ | ------ | ----- | ----------------------------- |
|                | Union constitutionnelle (UC)                           | 54     | 16,22 | -29                           |
|                | Union socialiste des forces populaires (USFP)          | 52     | 15,62 | +16                           |
|                | Parti de l'Istiqlal (PI)                               | 52     | 15,62 | +11                           |
|                | Mouvement populaire (MP)                               | 51     | 15,32 | +4                            |
|                | Rassemblement national des indépendants (RNI)          | 41     | 12,31 | -20                           |
|                | Mouvement national populaire (MNP)                     | 25     | 7,51  | nouveau parti                 |
|                | Parti démocrate national (PND)                         | 24     | 7,21  | 0                             |
|                | Parti du progrès et du socialisme (PPS)                | 10     | 3,00  | +9                            |
|                | Parti démocratique de l'indépendance (PDI)             | 9      | 2,70  | +9                            |
|                | Indépendants                                           | 4      | 1,20  | stagnation                    |
|                | Confédération démocratique du travail (CDT)            | 4      | 1,20  | syndicat marocain             |
|                | Union marocaine du travail (UMT)                       | 3      | 0,90  | syndicat marocain             |
|                | Parti de l'action (PA)                                 | 2      | 0,60  | +2                            |
|                | Organisation de l'action démocratique populaire (OADP) | 2      | 0,60  | +1                            |
|                | Total                                                  | 333    | 100   |                               |
|                | Perspective Monde, Union interparlementaire            |        |       |                               |

## Féminisation
Pour la première fois, deux femmes (Badia Skalli et Latifa Bennani Smires) sont élues membres d'une assemblée parlementaire au Maroc.